# Puebla FC
Puebla FC este o echipă de fotbal din Puebla, Mexic care participă în Primera División de México, pe care a câștigat-o de două ori, în sezoanele 1982-83 și 1989–90.

## Lotul actual
| Nr. |                            | Poziție | Jucător                                              |
| --- | -------------------------- | ------- | ---------------------------------------------------- |
| 1   | Mexic                      | P       | Julio González                                       |
| 2   | Brazilia                   | F       | Gustavo Ferrareis                                    |
| 3   | Paraguay                   | F       | Sebastián Olmedo                                     |
| 4   | Mexic                      | F       | Efraín Orona                                         |
| 5   | Statele Unite ale Americii | M       | Fernando Arce Jr.                                    |
| 6   | Mexic                      | M       | Pablo González                                       |
| 7   | Argentina                  | M       | Franco Moyano (împrumutat de la Talleres)            |
| 8   | Mexic                      | M       | Luis García                                          |
| 10  | Mexic                      | M       | Jair González (împrumutat de la Santos Laguna)       |
| 11  | Uruguay                    | A       | Emiliano Gómez (împrumutat de la Boston River)       |
| 12  | Mexic                      | M       | Raúl Castillo                                        |
| 13  | Argentina                  | F       | Juan Manuel Fedorco (împrumutat de la Independiente) |
| 14  | Mexic                      | F       | Jesús Rivas (împrumutat de la UNAM)                  |

| Nr. |          | Poziție | Jucător                                      |
| --- | -------- | ------- | -------------------------------------------- |
| 15  | Uruguay  | M       | Facundo Waller                               |
| 16  | Mexic    | M       | Alberto Herrera                              |
| 17  | Uruguay  | F       | Emanuel Gularte                              |
| 18  | Mexic    | A       | Ricardo Marín (împrumutat de la Guadalajara) |
| 19  | Mexic    | A       | Ángel Robles                                 |
| 24  | Columbia | M       | Luis Quiñones (împrumutat de la UANL)        |
| 25  | Mexic    | P       | Miguel Jiménez                               |
| 26  | Columbia | F       | Brayan Angulo                                |
| 27  | Mexic    | M       | Brayan Garnica                               |
| 30  | Mexic    | P       | Jesús Rodríguez                              |
| 31  | Mexic    | P       | Juan Pablo Gómez                             |
| 33  | Mexic    | F       | Jorge Rodríguez (împrumutat de la Toluca)    |

## Jucători notabili
| - Silvio Fogel - Damián Zamogilny - Sergio Zárate - Edivaldo Martins Fonseca - Muricy Ramalho - Jorge Aravena - Gustavo Moscoso - Carlos Poblete - Luis Ignacio Quinteros - Rodrigo Ruiz | - Eudalio Arriaga - Jafet Soto - Ivan Kaviedes - Carlos Ruiz - Ramón Núñez - Arturo Alvarez - Ricardo Álvarez - Ignacio Ambríz - Raul Arias - Marcelino Bernal - Jorge Campos - Duilio Davino - Luis Enrique Fernández Ornales | - Alberto Garcia Aspe - Manuel Lapuente - Pablo Larios Iwasaki - Oscar Mascorro - Paul Rene Moreno - Luis Miguel Noriega - Roberto Ruiz Esparza - Joaquín Velázquez - José Velázquez - Roberto Palacios - José Soto - Walter Vílchez | - Juan Manuel Asensi - Carlos Muñoz - Miguel Pardeza Pichardo - Pirri - Herculez Gomez - Alejandro Acosta - Álvaro González - Nicolás Olivera - Gerardo Rabajda - Robert Siboldi - Oscar Tabárez - Juan Arango |

## Evoluția echipamentului
| 1944 | 1945 - | 1970 deplasare | 1987 | 1995 deplasare | 1997 deplasare | 2000 deplasare | 2003 deplasare | 2005 deplasare | 2008 deplasare | 2009 deplasare |